# Filozofija zgodovine
Filozofija zgodovine je filozofski nauk o bistvu, smislu in najsplošnejših zakonih zgodovinskega razvoja.